# (31116) 1997 QM4
1997 كيو أم 4 (ويعرف أيضًا باسم (31116) 1997 كيو أم 4 وفق تسمية الكوكب الصغير) (بالإنجليزية: 1997 QM4)‏ هو كويكب ضمن حزام الكويكبات؛ وترتيبه 31116 من حيث الاكتشاف.
اكتُشف هذا الجُرم الفلكي بواسطة أنخيل لوبيز خيمينيز في 29 أغسطس 1997.

## وصلات خارجية
- (31116) 1997 QM4 في قاعدة بيانات مختبر الدفع النفاث لأجرام النظام الشمسي الصغيرة

- الاكتشاف · مخطط المدار ·  العناصر المدارية · المعلمات المادية

- (31116) 1997 QM4 على موقع ويكي سكاي: DSS2, SDSS, GALEX, IRAS, Hydrogen α, X-Ray, Astrophoto, Sky Map, Articles and images